# Ярмоненко, Самуил Петрович
Самуи́л Петро́вич Ярмоненко (1920—2011) — советский и российский учёный-радиолог, профессор, доктор биологических наук, главный научный сотрудник Российского онкологического научного центра РАМН, лауреат Государственной премии СССР.

## Биография
Родился 18 марта 1920 года на Украине в селе Конотоп Черниговской губернии (ныне — Черниговская область).
Участник Великой Отечественной войны, прибыл на фронт сразу после окончания в июне 1941 года Куйбышевской военно-медицинской академии, закончил войну в звании подполковника медицинской службы в мае 1945 года в Чехословакии.
В 1966 возглавил созданную им лабораторию радиобиологии (ныне — лаборатория лучевых методов лечения опухолей) в Онкологическом научном центре в Москве.
В 1967 году совместно с П. В. Сергеевым создал курс радиобиологии на кафедре молекулярной фармакологии и радиобиологии медико-биологического факультета 2-го Московского медицинского института им. Н. И. Пирогова (к сожалению, сейчас этот курс не существует).
В издательстве «Высшая школа» четырежды, в 1977, 1984, 1988 и 2004 годах, вышел учебник С. П. Ярмоненко «Радиобиология человека и животных» (в 2004 г. в соавторстве с профессором А.А. Вайнсоном). Издание 1984 года удостоено Государственной премии СССР, издание 1988 года переведено и вышло в издательстве «Мир» на английском языке.
Учёный секретарь «Краткой медицинской энциклопедии». Редактор журнала «Медицинская радиология и радиационная безопасность».
Самуил Петрович Ярмоненко — признанный в мире авторитет в области биологического воздействия радиации и противолучевой защиты, а также радиобиологических основ лучевого лечения опухолей. Им подготовлено 10 докторов и 19 кандидатов наук, опубликовано более 300 трудов, в том числе несколько монографий и научно-популярных книг.
Умер 15 марта 2011 году в Москве на 91-м году жизни.

## Избранная библиография
- С. П. Ярмоненко «Противолучевая защита организма», М., Атомиздат, 1969, 246 с.
- С. П. Ярмоненко, А. А. Вайнсон, Г. С. Календо, Ю. И. Рампан. Биологические основы лучевой терапии опухолей. М.: Медицина, 1976, 270 с.
- С. П. Ярмоненко, А. А. Вайнсон, Э. Магдон. Кислородный эффект и лучевая терапия опухолей. М.: Медицина, 1980, 247 с.
- С. П. Ярмоненко, А. Г. Коноплянников, А. А. Вайнсон. Клиническая радиобиология. М.: Медицина, 1992, 320 с. ISBN 522502131X, 9785225021313
- С. П. Ярмоненко. Отечественная радиобиология: история и люди. Издатель Радекон, 1997, 102 с. ISBN 5789100015, 9785789100011
- С. П. Ярмоненко, А. А. Вайнсон. Радиобиология человека и животных. Учебное пособие. М.: Высшая школа, 2004, 552 с. ISBN 5-06-004265-0
- С.П. Ярмоненко. Преодоление [Автобиография]. . — М.: Радэкон, 2008. — 482 с. ISBN 5-95340-075-6.